# فیلم‌شناسی آلفرد هیچکاک

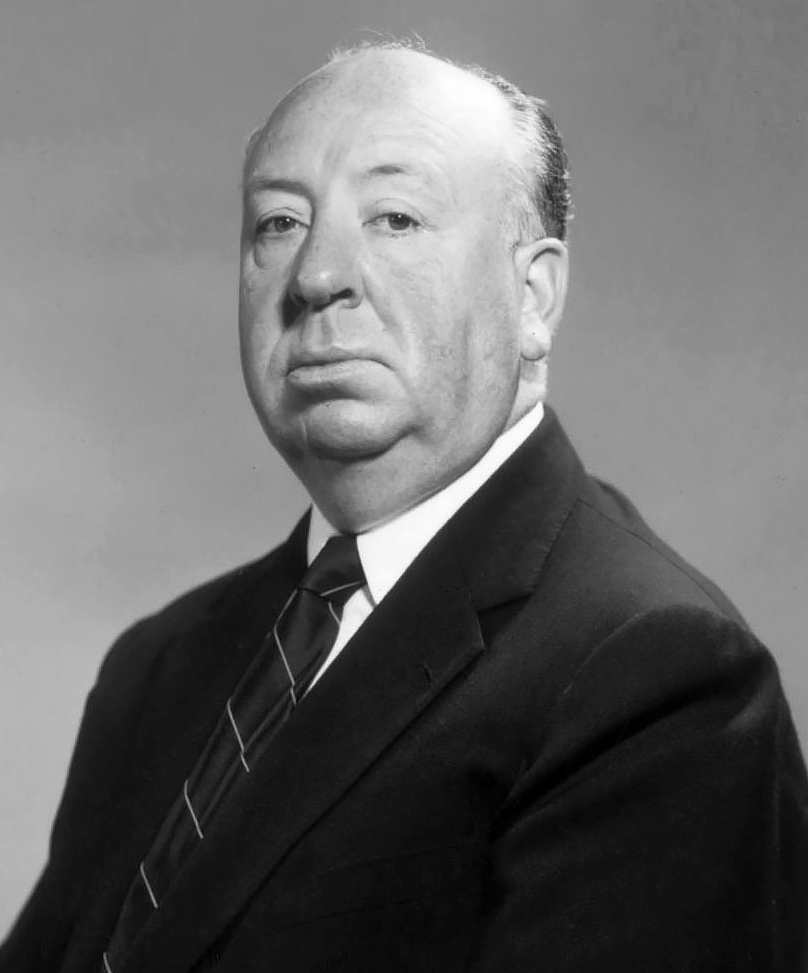
تصویر استودیوییِ هیچکاک (۱۹۵۵)

آلفرد هیچکاک (۱۸۹۹–۱۹۸۰) فیلم‌ساز و کارگردان فیلم اهل انگلستان بود. هیچکاک، که به‌واسطهٔ استفاده از تکنیک‌های خلاقانه در فیلم‌های هیجان‌انگیز، در میان عوام با نام «استاد تعلیق و دلهره» مشهور بود، در اوایل دهه ۱۹۲۰ فعالیت حرفه‌ای خود در صنعت سینمای بریتانیا را در زمینهٔ طراحی تیتراژ و کارگردانی هنری برای تعدادی از فیلم‌های صامت آغاز کرد که بیشتر آن‌ها اکنون گمشده هستند. او نخستین فیلم خود با عنوان پلژر گاردن را در سال ۱۹۲۵ کارگردانی کرد. او این کار را با مستأجر: داستان لندن مه‌آلود ادامه داد که اولین موفقیت تجاری و منتقدانهٔ او بود. این فیلم همچنین دربردارندهٔ اولین تک‌جلوه‌های آلفرد هیچکاک بود. او دو سال بعد فیلم باج‌گیری (۱۹۲۹) را ساخت که اولین فیلم ناطق او محسوب می‌شد. هیچکاک در سال ۱۹۳۵ فیلم ۳۹ پله را کارگردانی کرد و سه سال بعد نیز خانم ناپدید می‌شود با بازی مارگارت لاکوود و مایکل ردگریو را کارگردانی کرد.
در سال ۱۹۴۰، هیچکاک به تولید فیلم‌های هالیوودی روی آورد که نخستین آن‌ها فیلم تریلر روان‌شناختی ربه‌کا (۱۹۴۰) با بازیگری لارنس الیویه و جون فونتین بود. او با این فیلم برای نخستین بار نامزد دریافت جایزه اسکار بهترین کارگردانی شد و خود فیلم نیز جایزه اسکار بهترین فیلم را دریافت کرد. در سال بعد هیچکاک در فیلم سوءظن دوباره با فونتین همکاری کرد؛ کری گرانت نیز در این فیلم حضور داشت. در سال ۱۹۴۳ هیچکاک فیلم تریلر روان‌شناختی دیگری را با عنوان سایه یک شک کارگردانی کرد که ترزا رایت و جوزف کاتن از جملهٔ بازیگران آن بودند. او سه سال بعد در فیلم بدنام دوباره با گرانت همکاری کرد؛ اینگرید برگمن نیز دیگر بازیگر این فیلم بود. فیلم بدنام شامل یک صحنهٔ سه دقیقه‌ای منقطع از بوسیدن بازیگران نقش اول بود که به‌طور ویژه برای دور زدن محدودیت سه‌ثانیه‌ای وضع‌شده برای چنین صحنه‌هایی از سوی نظامنامه تولید تصاویر متحرک در آن زمان فیلمبرداری شده بود. هیچکاک در سال ۱۹۴۸ فیلم طناب با بازی جیمز استوارت را کارگردانی کرد. این فیلم اولین فیلم تکنی‌کالر او بود و از آن برای برداشت‌های بلندی که باعث شده بودند فیلم یک نمای واحد بی‌وقفه به‌نظر برسد، یاد می‌شود. او سه سال بعد و در سال ۱۹۵۱ کارگردانی فیلم بیگانگان در ترن بر عهده گرفت.
هیچکاک در سه فیلم ام را به نشانه مرگ بگیر (۱۹۵۴)، پنجره عقبی (۱۹۵۴) و گرفتن یک دزد (۱۹۵۵) با گریس کلی همکاری داشت. او برای فیلم پنجره عقبی نامزد دریافت جایزهٔ اسکار بهترین کارگردان شد. سال ۱۹۹۵، نخستین سال فعالیت تلویزیونی او به‌عنوان میزبان مجموعهٔ تلویزیونی آلفرد هیچکاک تقدیم می‌کند بود که تهیه‌کنندگی آن را نیز خودش بر عهده داشت.
هیچکاک در سال ۱۹۵۸ فیلم تریلر روان‌شناختی سرگیجه با بازی جیمز استوارت و کیم نواک را کارگردانی کرد. این فیلم در نظرسنجی مجله فیلم بریتانیایی سایت اند ساوند در سال ۲۰۱۲ به‌عنوان یکی از ۵۰ فیلم برتر تمام زمان‌ها برگزیده شد و از طرف بنیاد فیلم آمریکا نیز در میان ده فیلم برتر ژانر معمایی قرار گرفت. او حرفه‌اش را با فیلم تریلر جاسوسی شمال از شمال غربی در سال ۱۹۵۹ دنبال کرد که بازیگرانی چون کری گرانت و اوا ماری سنت را در آن حضور داشتند. در سال ۱۹۶۰ او فیلم روانی را کارگردانی کرد که بزرگترین موفقیت تجاری او در دوران فعالیت حرفه‌ای بود و پنجمین نامزدی برای دریافت جایزهٔ اسکار بهترین کارگردان را برای او به دنبال داشت. سه سال بعد، او فیلم ترسناک پرندگان با بازی تیپی هدرن را کارگردانی کرد. هیچکاک سال بعد در فیلم مارنی دوباره با هدرن همکاری کرد. در این فیلم شان کانری نیز حضور داشت.
هیچکاک به پاس دوران فعالیت حرفه‌ای خود، جوایزی چون جایزهٔ هم‌نشینی آکادمی هنرهای فیلم و تلویزیون بریتانیا (بفتا)، جایزهٔ دستاورد زندگی مؤسسه فیلم آمریکا، جایزهٔ یادبود ایروینگ جی. تالبرگ، جایزهٔ دستاورد مادام‌العمر انجمن صنفی کارگردانان آمریکا و جایزهٔ گلدن گلوب سیسیل بی دمیل را دریافت کرد. دو ستاره در پیاده‌روی مشاهیر هالیوود برای قدردانی از دستاوردهای سینمایی و تلویزیونی هیچکاک به او اختصاص یافت. او در سال ۱۹۸۰ نشان شوالیه را از ملکهٔ انگلستان دریافت کرد.

## آثار

### فیلم

فیلم ربه‌کا (۱۹۴۰)

فیلم طناب (۱۹۴۸)

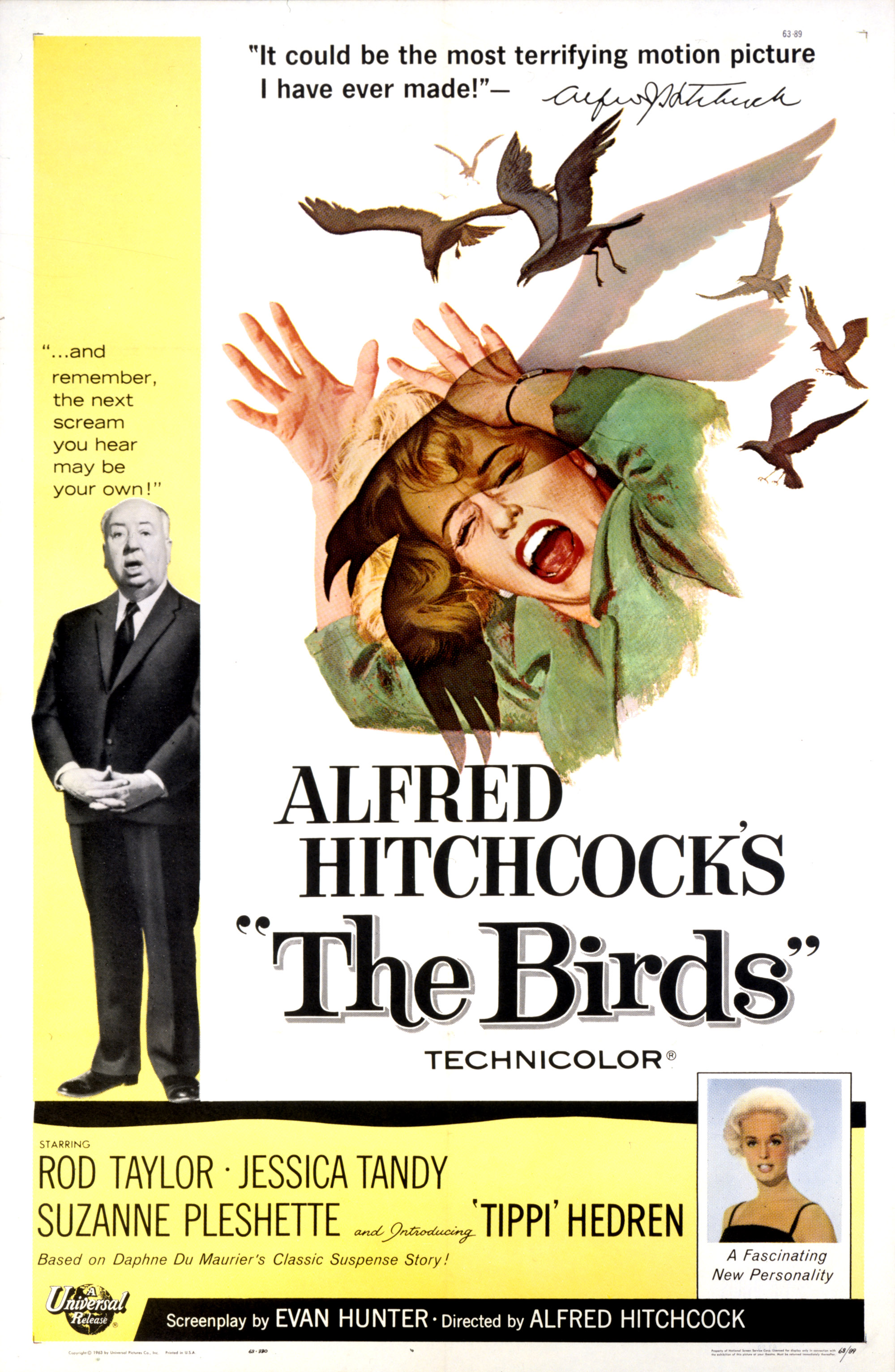
فیلم پرندگان (۱۹۶۳)

فیلم جنون (۱۹۷۲)

فیلم توطئه خانوادگی (۱۹۷۶)، آخرین فیلم ساخته شده توسط آلفرد هیچکاک

| عنوان                      | سال  | نوع فعالیت | نوع فعالیت | نوع فعالیت | توضیحات                                                                                      | منابع         |
| عنوان                      | سال  | کارگردان   | تهیه‌کننده  | نویسنده    | توضیحات                                                                                      | منابع         |
| -------------------------- | ---- | ---------- | ---------- | ---------- | -------------------------------------------------------------------------------------------- | ------------- |
| شماره ۱۳                   | ۱۹۲۲ | ✓          |            |            | اولین کارگردانی هیچکاک فیلم گمشده ناتمام                                                     | [ ۵ ]         |
| زن به زن                   | ۱۹۲۳ |            |            | ✓          | دستیار کارگردان و کارگردان هنری فیلم گمشده                                                   | [ ۵ ]         |
| سایه سفید                  | ۱۹۲۳ |            |            | ✓          | عنوان آمریکایی: سایه‌های سفید، دستیار کارگردان، کارگردان هنری و تدوین‌گر بخشی از فیلم گمشده‌است | [ ۵ ]         |
| ماجرای پراحساس             | ۱۹۲۴ |            |            | ✓          | دستیار کارگردان و کارگردان هنری                                                              | [ ۵ ]         |
| رذل                        | ۱۹۲۵ |            |            | ✓          | عنوان آلمانی: شاهزاده و ویولونیست دستیار کارگردان و کارگردان هنری                            | [ ۵ ]         |
| پلژر گاردن                 | ۱۹۲۵ | ✓          |            |            | اولین فیلم بلند ساخته‌شده توسط هیچکاک عنوان آلمانی: هزارتوی شور                               | [ ۵ ]         |
| سقوط زن پرهیزکار           | ۱۹۲۵ |            |            | ✓          | عنوان آمریکایی: تقوای خطرناک دستیار کارگردان و کارگردان هنری بخشی از فیلم گم شده‌است          | [ ۵ ]         |
| مستأجر: داستان لندن مه‌آلود | ۱۹۲۷ | ✓          |            |            | عنوان آمریکایی: قضیهٔ جاناتان درو                                                             | [ ۵ ]         |
| عقاب کوهستان               | ۱۹۲۷ | ✓          |            |            | عنوان آلمانی: عقاب کوه فیلم گمشده                                                            | [ ۲۳ ]        |
| رینگ                       | ۱۹۲۷ | ✓          |            | ✓          |                                                                                              | [ ۵ ]         |
| انحطاط                     | ۱۹۲۷ | ✓          |            |            | عنوان آمریکایی: وقتی پسرها خانه را ترک می‌کنند                                                | [ ۵ ]         |
| همسر کشاورز                | ۱۹۲۸ | ✓          |            |            |                                                                                              | [ ۵ ]         |
| سست‌عفاف                    | ۱۹۲۸ | ✓          |            |            |                                                                                              | [ ۵ ]         |
| شامپاین                    | ۱۹۲۸ | ✓          |            | ✓          |                                                                                              | [ ۵ ]         |
| اهل جزیره من               | ۱۹۲۹ | ✓          |            |            |                                                                                              | [ ۵ ]         |
| باج‌گیری                    | ۱۹۲۹ | ✓          |            | ✓          | منتشرشده در دو نسخۀ صامت و با صدا عنوان ایرانی: حق‌السکوت                                     | [ ۵ ]         |
| تماس الزتری                | ۱۹۳۰ | ✓          |            |            | مدیر طرح‌ها و سایر موارد                                                                      | [ ۵ ]         |
| جونو و پیکاک               | ۱۹۳۰ | ✓          |            |            |                                                                                              | [ ۵ ]         |
| قتل!                       | ۱۹۳۰ | ✓          |            | ✓          |                                                                                              | [ ۵ ]         |
| دوز و کلک                  | ۱۹۳۱ | ✓          |            | ✓          |                                                                                              | [ ۵ ]         |
| ماری                       | ۱۹۳۱ | ✓          |            |            | نسخهٔ آلمانی‌زبان قتل! فیلمبرداری شده با بازیگران آلمانی                                       | [ ۵ ]         |
| غنی و غریب                 | ۱۹۳۱ | ✓          |            | ✓          | عنوان آمریکایی: شرق شانگهای                                                                  | [ ۵ ]         |
| شمارهٔ هفده                 | ۱۹۳۲ | ✓          |            | ✓          |                                                                                              | [ ۵ ]         |
| خانم‌های لرد کمبر           | ۱۹۳۲ |            | ✓          |            |                                                                                              | [ ۵ ]         |
| والس‌های وینی               | ۱۹۳۴ | ✓          |            |            | عنوان آمریکایی: استراوس والتز بزرگ/ استراوس والتز                                            | [ ۵ ]         |
| مردی که زیاد می‌دانست       | ۱۹۳۴ | ✓          |            |            |                                                                                              | [ ۵ ]         |
| ۳۹ پله                     | ۱۹۳۵ | ✓          |            |            |                                                                                              | [ ۲۴ ]        |
| مأمور مخفی                 | ۱۹۳۶ | ✓          |            |            |                                                                                              | [ ۲۵ ]        |
| خرابکاری                   | ۱۹۳۶ | ✓          |            |            | عنوان آمریکایی: زن تنها                                                                      | [ ۵ ]         |
| جوان و بی‌گناه              | ۱۹۳۷ | ✓          |            |            | عنوان آمریکایی: دختر جوان بود                                                                | [ ۵ ]         |
| خانم ناپدید می‌شود          | ۱۹۳۸ | ✓          |            |            |                                                                                              | [ ۲۶ ] [ ۲۷ ] |
| مهمانسرای جامائیکا         | ۱۹۳۹ | ✓          |            |            |                                                                                              | [ ۲۸ ]        |
| ربه‌کا                      | ۱۹۴۰ | ✓          |            |            |                                                                                              | [ ۲۹ ]        |
| خبرنگار خارجی              | ۱۹۴۰ | ✓          |            |            |                                                                                              | [ ۳۰ ]        |
| آقا و خانم اسمیت           | ۱۹۴۱ | ✓          |            |            |                                                                                              | [ ۳۱ ]        |
| سوءظن                      | ۱۹۴۱ | ✓          |            |            |                                                                                              | [ ۳۲ ]        |
| خرابکار                    | ۱۹۴۲ | ✓          |            |            |                                                                                              | [ ۳۳ ]        |
| سایهٔ یک شک                 | ۱۹۴۳ | ✓          |            |            |                                                                                              | [ ۳۳ ]        |
| قایق نجات                  | ۱۹۴۴ | ✓          |            |            |                                                                                              | [ ۳۳ ]        |
| طلسم‌شده                    | ۱۹۴۵ | ✓          |            |            |                                                                                              | [ ۳۳ ]        |
| بدنام                      | ۱۹۴۶ | ✓          | ✓          |            |                                                                                              | [ ۳۳ ]        |
| پرونده پاراداین            | ۱۹۴۷ | ✓          |            |            |                                                                                              | [ ۳۳ ]        |
| طناب                       | ۱۹۴۸ | ✓          | ✓          |            | اولین فیلم رنگی هیچکاک                                                                       | [ ۳۳ ]        |
| در برج جدی                 | ۱۹۴۹ | ✓          | ✓          |            |                                                                                              | [ ۳۳ ]        |
| ترس صحنه                   | ۱۹۵۰ | ✓          | ✓          |            |                                                                                              | [ ۳۳ ]        |
| بیگانگان در ترن            | ۱۹۵۱ | ✓          | ✓          |            |                                                                                              | [ ۳۳ ]        |
| اعتراف می‌کنم               | ۱۹۵۳ | ✓          | ✓          |            |                                                                                              | [ ۳۳ ]        |
| ام را به نشانهٔ مرگ بگیر    | ۱۹۵۴ | ✓          | ✓          |            | فیلم‌برداری سه‌بعدی                                                                            | [ ۳۳ ] [ ۳۴ ] |
| پنجرهٔ عقبی                 | ۱۹۵۴ | ✓          | ✓          |            | عنوان فرانسوی و ایرانی: پنجره رو به حیاط                                                     | [ ۳۳ ]        |
| گرفتن یک دزد               | ۱۹۵۵ | ✓          | ✓          |            |                                                                                              | [ ۳۳ ]        |
| دردسر هری                  | ۱۹۵۵ | ✓          | ✓          |            |                                                                                              | [ ۳۳ ]        |
| مردی که زیاد می‌دانست       | ۱۹۵۶ | ✓          | ✓          |            | بازسازی فیلم هیچکاک در سال ۱۹۳۴ با همین نام                                                  | [ ۳۳ ] [ ۳۵ ] |
| مرد عوضی                   | ۱۹۵۶ | ✓          | ✓          |            |                                                                                              | [ ۳۳ ] [ ۳۶ ] |
| سرگیجه                     | ۱۹۵۸ | ✓          | ✓          |            |                                                                                              | [ ۳۷ ]        |
| شمال از شمال غربی          | ۱۹۵۹ | ✓          | ✓          |            |                                                                                              | [ ۳۸ ]        |
| روانی                      | ۱۹۶۰ | ✓          | ✓          |            | آخرین فیلم سیاه‌وسفید کارگردانی‌شده توسط هیچکاک عنوان ایرانی: روح                              | [ ۳۳ ]        |
| پرندگان                    | ۱۹۶۳ | ✓          | ✓          |            |                                                                                              | [ ۳۳ ]        |
| مارنی                      | ۱۹۶۴ | ✓          | ✓          |            |                                                                                              | [ ۳۳ ]        |
| پردهٔ پاره                  | ۱۹۶۶ | ✓          | ✓          |            |                                                                                              | [ ۳۳ ]        |
| توپاز                      | ۱۹۶۹ | ✓          | ✓          |            |                                                                                              | [ ۳۳ ]        |
| جنون                       | ۱۹۷۲ | ✓          | ✓          |            |                                                                                              | [ ۳۳ ]        |
| توطئهٔ خانوادگی             | ۱۹۷۶ | ✓          | ✓          |            | آخرین فیلم کارگردانی‌شده توسط هیچکاک                                                          | [ ۳۳ ]        |
|                            |      |            |            |            |                                                                                              |               |

### فیلم کوتاه
| عنوان                        | سال  | نوع فعالیت | نوع فعالیت | نوع فعالیت | توضیحات                                                              | منابع         |
| عنوان                        | سال  | کارگردان   | تهیه‌کننده  | نویسنده    | توضیحات                                                              | منابع         |
| ---------------------------- | ---- | ---------- | ---------- | ---------- | -------------------------------------------------------------------- | ------------- |
| همیشه به همسر خود بگویید     | ۱۹۲۳ | ✓          |            |            | کارگردان (بدون ذکر در عنوان‌بندی) و مدیر تولید بخشی از فیلم گمشده‌ است | [ ۵ ] [ ۳۹ ]  |
| آزمایش صدا برای فیلم باج‌گیری | ۱۹۲۹ | ✓          |            |            | فیلم کوتاه یک دقیقه‌ای ناطق                                           | [ ۴۰ ]        |
| یک موضوع کشسان               | ۱۹۳۰ | ✓          |            |            | فیلم گمشده‌                                                           | [ ۵ ]         |
| بیایید برویم آب‌تنی!          | ۱۹۳۱ | ✓          |            |            | فیلم کوتاه کمدی چهار دقیقه‌ای ناطق                                    | [ ۴۱ ]        |
| نسل مبارز                    | ۱۹۴۴ | ✓          |            |            | پروپگاندا ایالات متحده فیلم کوتاه دو دقیقه‌ای                         | [ ۴۲ ]        |
| سفر به‌خیر                    | ۱۹۹۳ | ✓          |            |            | پروپگاندا زبان فرانسوی فیلم‌برداری‌شده در ۱۹۴۴                         | [ ۴۳ ] [ ۴۴ ] |
| ماجرای ماداگاسکار            | ۱۹۹۳ | ✓          |            |            | پروپگاندا زبان فرانسوی فیلم‌برداری‌شده در ۱۹۴۴                         | [ ۴۳ ]        |

### تلویزیون
| عنوان                       | سال(ها)   | نقش    | شبکه          | توضیحات | منابع         |
| --------------------------- | --------- | ------ | ------------- | --- | ------------- |
| گشتی در استودیوهای فیلم‌سازی | ۱۹۳۷      | —      | بی‌بی‌سی        | (فیلم‌نامه روایی) ۱ قسمت                                                                                     | [ ۴۵ ]        |
| تئاتر ویدئویی لوکس          | ۱۹۵۰–۱۹۵۹ | مهمان  | سی‌بی‌اس ان‌بی‌سی | (مهمان) ۱ قسمت                                                                                              | [ ۴۶ ] [ ۴۷ ] |
| آلفرد هیچکاک تقدیم می‌کند    | ۱۹۵۵–۱۹۶۲ | میز‌بان | سی‌بی‌اس ان‌بی‌سی | (تهیه‌کننده اجرایی) و در ۱۷ قسمت (کارگردان و تهیه‌کننده)                                                      | [ ۵ ]         |
| سوءظن                       | ۱۹۵۷      | —      | ان‌بی‌سی        | در ۲۵ قسمت: (تهیه‌کننده اجرایی) و در قسمت: «ساعت چهار» (کارگردان و تهیه‌کننده)                                | [ ۵ ]         |
| زمان شروع                   | ۱۹۶۰      | —      | ان‌بی‌سی        | قسمت: «حادثه در یک گوشه» (کارگردان و تهیه‌کننده) تنها برنامهٔ تلویزیونی کارگردانی‌شده توسط هیچکاک که رنگی است. | [ ۵ ] [ ۴۸ ]  |
| آلوکا برتر                  | ۱۹۶۲      | —      | ای‌بی‌سی        | قسمت: «زندان» (تهیه‌کننده اجرایی)                                                                            | [ ۴۹ ] [ ۵۰ ] |
| ساعت آلفرد هیچکاک           | ۱۹۶۲–۱۹۶۵ | میزبان | سی‌بی‌اس ان‌بی‌سی | (تهیه‌کننده اجرایی) و در قسمت: «من همه چیز را دیدم» (کارگردان و تهیه‌کننده)                                   | [ ۵ ]         |

### اعتبار افزوده
| عنوان                                       | سال  | توضیحات                                                           | منابع                       |
| ------------------------------------------- | ---- | ----------------------------------------------------------------- | --------------------------- |
| روز بزرگ                                    | ۱۹۲۰ | طراح تیتراژ فیلم کوتاه فیلم گمشده                                 | [ ۵ ]                       |
| ندای جوانان                                 | ۱۹۲۱ | طراح تیتراژ فیلم کوتاه فیلم گمشده                                 | [ ۵ ]                       |
| ظواهر                                       | ۱۹۲۱ | طراح تیتراژ فیلم گمشده                                            | [ ۵ ]                       |
| جادهٔ مرموز                                  | ۱۹۲۱ | طراح تیتراژ فیلم گمشده                                            | [ ۵ ]                       |
| شاهزادهٔ نیویورک                             | ۱۹۲۱ | طراح تیتراژ فیلم گمشده                                            | [ ۵ ]                       |
| دروغ‌های خطرناک                              | ۱۹۲۱ | طراح تیتراژ فیلم گمشده                                            | [ ۵ ]                       |
| بانی بایر بوش                               | ۱۹۲۱ | طراح تیتراژ فیلم گمشده                                            | [ ۵ ]                       |
| سه روح زنده                                 | ۱۹۲۲ | کارگردان هنری و طراح تیتراژ                                       | [ ۵ ]                       |
| بومرنگ عشق                                  | ۱۹۲۲ | طراح تیتراژ فیلم گمشده                                            | [ ۵ ]                       |
| جید اسپانیایی                               | ۱۹۲۲ | کارگردان هنری و طراح تیتراژ فیلم گمشده                            | [ ۵ ]                       |
| مردی از خانه                                | ۱۹۲۲ | کارگردان هنری و طراح تیتراژ                                       | [ ۵ ]                       |
| به فرزندان خود بگویید                       | ۱۹۲۲ | کارگردان هنری و طراح تیتراژ فیلم گمشده                            | [ ۵ ]                       |
| ساندرزِ رودخانه                              | ۱۹۳۵ | دستیار کارگردان و کارگردان صحنه‌های ابتدایی (غیررسمی)              | [ ۵۱ ] [ ۵۲ ]               |
| خانه آن‌سوی خلیج                             | ۱۹۴۰ | دستیار کارگردان و کارگردان سکانس هواپیما (غیررسمی)                | [ ۵۳ ] [ ۵۴ ]               |
| مردان کشتی فانوس دریایی                     | ۱۹۴۱ | تدوین‌گر نسخه آمریکایی (غیررسمی) مستند جنگی کوتاه (۱۰ دقیقه)       | [ ۵۵ ] [ ۵۶ ]               |
| هدف برای امشب                               | ۱۹۴۱ | تدوین‌گر نسخه آمریکایی (غیررسمی) مستند درام، جنگی کوتاه (۴۸ دقیقه) | [ ۵۷ ] [ ۵۸ ]               |
| ابدیت و یک روز                              | ۱۹۴۳ | جزو تیم نویسندگان (غیررسمی)                                       | [ ۵۹ ] [ ۶۰ ]               |
| برج مراقبت از فردا                          | ۱۹۴۵ | مشارکت در کارگردانی (غیررسمی) مستند کوتاه پروپگاندا               | [ ۶۱ ] [ ۶۲ ]               |
| بررسی واقعیت‌های اردوگاه‌های کار اجباری آلمان | ۲۰۱۴ | مشاور تدوین و کارگردان ناظر فیلم مستند فیلم‌برداری در ۱۹۴۵         | [ ۶۳ ] [ ۶۴ ] [ ۶۵ ] [ ۶۶ ] |